# Чульман (посёлок городского типа)
Чу́льман — посёлок городского типа в Нерюнгринском районе Якутии. Расположен на реке Чульман, левый приток реки Тимптон. Через посёлок проходят Амуро-Якутская железнодорожная магистраль и федеральная автодорога «Лена». Имеется аэропорт международного значения, способный принимать практически любые воздушные суда. Через Чульман проходит международная воздушная трасса. Месторождения угля, минеральные воды, огромные запасы питьевой артезианской воды, геотермальные источники. В посёлке имеется ТЭЦ.
Население — 7428 чел. (2023).

## История
На слиянии ручья Локучакит и реки Чульман начался посёлок, который первоначально назывался Утёсный. Согласно переписи населения в 1926 г. его население составляло всего 19 человек.
Поселок Чульман стоит на берегу реки Чульман, Южная Якутия. Как таковой поселок основан на Великой Орочонской тропе в 1902(3) годах в виде зимовья. В устье ключа Быстрого, сейчас Семёновского. в 1927 году органами НКВД для контроля за перевозкой золота и борьбой с контрабандой из золоторудных районов Алдана, где в то время шла настоящая золотая лихорадка. Вскоре через поселок прошла Амуро-Якутская магистраль, автомобильная дорога стратегического значения. Строители работали в исключительно трудных условиях сурового климата: дорогу укатывали деревянным катком, жили в палатках, мёрзли, голодали. Для строительства и перевозки грузов использовали монгольских верблюдов. АЯМ в последующие годы стал артерией республики — подлинной дорогой жизни, соединяющей центральную Якутию с материком. Надо заметить, дорогу строили на века, практически с тех пор её и не перестраивали.
Основой жизнедеятельности Чульмана стало создание в 1928 г. автопункта по обслуживанию автомобилей с подчинением его управлению «АЯМзолототранс», находящемуся в Невере. Строились первые мастерские, строился посёлок. Большая часть его жителей была занята на обслуживании трассы. Таким образом, автобаза «АЯМтранс» стала первым «посёлкообразующим» предприятием.
В 1934 г. Чульман стал крупным населённым пунктом Тимптонского района. Здесь проживало 503 человека, имелись авторемонтные мастерские, кирпичный завод, угольная шахта, небольшая электростанция, почта, телеграф, телефон, радиостанция, больница на 10 коек.
В июне 1941 года получил статус рабочего посёлка. В 1943—1963 годах Чульман был центром Тимптонского района.
В 70-е 80-е годы Чульман стал базой для строительства г. Нерюнгри. Здесь появились новые предприятия: завод «Стройдеталь», строительные управления, новые автобазы. Для обслуживания АЯМа вдоль дороги появляются подразделения ДРСУ. Вокруг поселка было обнаружено огромное месторождение углей. Образована Южно-Якутская комплексная экспедиция, построена крупнейшая на Дальнем Востоке ГРЭС, завод стройматериалов, аэропорт. После прихода малого БАМа в Чульмане построен ж/д вокзал (имеется в виду станция Беркакит и Нерюнгри-пассажирская, от Чульмана приблизительно 40 км по АЯМу). После реконструкции аэропорт Чульман может принимать самолёты любых марок и размеров. В Чульмане имеется крупный больничный комплекс, поликлиника, несколько школ, дошкольных учреждений, музыкальная школа, кинотеатр. Вокруг Чульмана обнаружены полезные ископаемые практически всей таблицы Менделеева, среди которых особое место занимают уголь, золото, железные руды. Ведется разведка алмазных месторождений в районе реки Унгра, известны месторождения платины.

## Население
| 1959  | 1970  | 1979    | 1989    | 2002    | 2009    | 2010  |
| ----- | ----- | ------- | ------- | ------- | ------- | ----- |
| 6133  | ↗6576 | ↗12 875 | ↗17 354 | ↘10 782 | ↘10 220 | ↘9766 |
| 2011  | 2012  | 2013    | 2014    | 2015    | 2016    | 2017  |
| ↘9746 | ↘9549 | ↘9315   | ↘9004   | ↘8639   | ↘8315   | ↘8101 |
| 2018  | 2019  | 2020    | 2021    | 2023    |         |       |
| ↘7775 | ↘7591 | ↘7417   | ↘7285   | ↗7428   |         |       |

Национальный состав
Русские - 79,7 %, украинцы - 6,3 %, якуты (саха) - 2,5 %, татары - 2,0 %, буряты - 1,9 %, эвенки - 1,4 %, узбеки - 0,4 %, киргизы - 0,3 %, эвены (ламуты) - 0,2 %, армяне - 0,2 %, другие национальности - 5,2 %.

## Туризм, спорт
Недалеко от посёлка расположена база отдыха на геотермальном источнике Нахот, являющаяся одной из главных достопримечательностей не только поселка, но и всего района. Работает в любое время года.
Пользуется большой популярностью сплав по рекам Чульман, Горбыллах. Широко развита любительская рыбалка на хариуса, налима, щуку. Вокруг поселка много мест, скал и сопок. Практически рядом с поселком расположены глухариные тока, заячьи угодья. Дичь зачастую заходит в поселок.

## Промышленность
- добыча каменного угля шахтным и открытым методом
- золотодобывающие артели
- Чульманская ТЭЦ
- Геолого-разведывательная деятельность
- Начаты разработки по добыче железных руд
- Аэропорт, способный принимать любые типы самолетов
- Через поселок проходит участок трубопровода ВСТО

## Климат
- Среднегодовая температура воздуха — −6,9 °C
- Относительная влажность воздуха — 71,4 %
- Средняя скорость ветра — 2,7 м/с

| Показатель                            | Янв.  | Фев.  | Март  | Апр.  | Май   | Июнь | Июль | Авг. | Сен.  | Окт.  | Нояб. | Дек.  | Год   |
| ------------------------------------- | ----- | ----- | ----- | ----- | ----- | ---- | ---- | ---- | ----- | ----- | ----- | ----- | ----- |
| Абсолютный максимум, °C               | −6,6  | −2,4  | 5,8   | 19,7  | 29,4  | 34,7 | 35,2 | 30,9 | 25,6  | 11,3  | 1,7   | −5,3  | 35,2  |
| Средняя температура, °C               | −42,5 | −39,1 | −26,7 | −9,7  | 1,7   | 9,3  | 12,7 | 8,6  | 0,4   | −12,5 | −31,4 | −42,9 | −15,1 |
| Абсолютный минимум, °C                | −61,4 | −58,8 | −50,8 | −39,1 | −18,6 | −7,1 | −4,1 | −8,6 | −21,7 | −42,8 | −54,3 | −61,2 | −61,4 |
| Источник: NASA. База данных RETScreen |       |       |       |       |       |      |      |      |       |       |       |       |       |

| Показатель                    | Янв.  | Фев.  | Март  | Апр. | Май  | Июнь | Июль  | Авг.  | Сен. | Окт.  | Нояб. | Дек.  | Год   |
| ----------------------------- | ----- | ----- | ----- | ---- | ---- | ---- | ----- | ----- | ---- | ----- | ----- | ----- | ----- |
| Средний суточный максимум, °C | −29,4 | −22,7 | −10,8 | 0,0  | 9,9  | 19,5 | 22,8  | 19,4  | 10,6 | −2,1  | −17,8 | −28,3 | −2    |
| Средняя температура, °C       | −35,8 | −31   | −19,4 | −6,6 | 4,0  | 12,3 | 15,8  | 12,5  | 4,4  | −7,6  | −24,1 | −33,8 | −8,9  |
| Средний суточный минимум, °C  | −38,5 | −35,2 | −26   | −13  | −2,1 | 5,1  | 9,1   | 6,6   | −0,3 | −12,4 | −27,9 | −36,6 | −14,2 |
| Норма осадков, мм             | 15,7  | 9,7   | 13,5  | 25,6 | 53,1 | 84,1 | 107,6 | 104,9 | 61,2 | 34,6  | 21,1  | 17,1  | 559,3 |
| Источник: World Climate       |       |       |       |      |      |      |       |       |      |       |       |       |       |